# Meritage

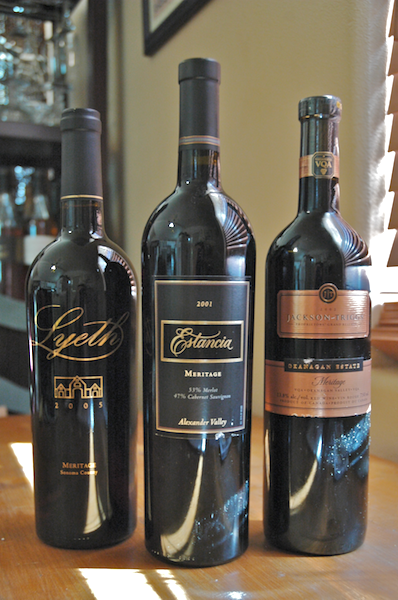
Tres diferentes vinos Meritage: un Lyeth Sonoma County de 2005, un Estancia Alexander Valley de 2001 y un Jackson-Triggs Okanagan Valley de 2002.

Meritage es una palabra usada para distinguir vinos que se hacen al estilo del tinto de Burdeos pero sin infringir la denominación de origen legalmente protegida del lugar. Los vinicultores deben obtener licencia para el derecho a usar la marca "Meritage" para sus vinos en The Meritage Association, con sede en California. La designación Meritage es ante todo usada en los Estados Unidos, pero en años recientes han comenzado a usarla también bodegas de otros países.

## Historia
The Meritage Association se creó en 1988 por un pequeño grupo de vinateros del valle de Napa en California: Agustín Huneeus (por entonces de la bodega Franciscan, hoy en la Quintessa), Mitch Cosentino (bodega Cosentino), Julie Garvey (bodega Flora Springs). Estos vinateros, junto con otros, se estaban quedando cada vez más frustrados por las normas del BATF estadounidense que estipulaban que un vino debía contener al menos el 75% de una variedad de uva para ser designadas con ese varietal en la etiqueta. Como crecía el interés en crear vinos ensamblados al estilo de Burdeos, los miembros buscaron crear un nombre reconocible asociado con vinos ensamblados de alta calidad, en lugar de etiquetar simplemente como "vino de mesa tinto" o "vino de mesa blanco" o darle los nombres de la propiedad exclusivos de la bodega.
En 1988, la asociación organizó un concurso para idear un nombre para estos vinos que recibió cerca de 6.000 propuestas. Neil Edgar de Newark, California lo ganó al sugerir "Meritage" —una combinación de las palabras merit, mérito, y heritage, herencia y que rima con la última de ellas). Como premio por ganar el concurso, al Sr. Edgar se le dieron dos botellas de las primeras diez cosechas de cada vino autorizado a usar la marca Meritage.
En 1999 The Meritage Association había llegado a 22 miembros. Decidieron cambiar el centro de atención de la marca a la educación y a la comercialización. Esto dio como resultado el crecimiento de la asociación, que tenía más de cien miembros en 2003, incluyendo sus primeros miembros internacionales.

## Licencia de marca y producción de vino
"Meritage" es una marca registrada perteneciente a The Meritage Association y solo pueden usarla bodegas que acepten el contrato de licencia de la asociación. Este contrato estipula los tipos de mezcla que pueden etiquetarse como "Meritage", que el vinatero debe pagar una cantidad por cada caja de vino producida a la asociación, y sometiéndose a las normas de etiquetado de la asociación.
El vino tinto de Burdeos se hace con ciertas variedades de uva, principalmente cabernet sauvignon, merlot, cabernet franc, petit verdot y malbec. Un tinto Meritage debe hacerse con al menos dos de estas uvas, o de las menos conocidas saint macaire, gros verdot y carménère, y ningún varietal puede suponer más del 90% de la mezcla.
En Meritage blanco tiene la misma relación con el burdeos blanco que su contrapartida tinta. Es una mezcla de al menos dos de las uvas sauvignon blanc, semillón y sauvignon vert.
Aunque no está estipulado en el acuerdo de licencia, la Meritage Association recomienda fuertemente que las bodegas etiqueten solo su mejor mezcla como Meritage, y que limiten su producción de tales vinos a no más de 25.000 cajas.